# مکنیکسویل (آیووا)
مکنیکسویل (به انگلیسی: Mechanicsville) شهری در ایالت آیووا کشور ایالات متحده آمریکا است که جمعیت آن در سرشماری سال ۲۰۱۰ میلادی، ۱٬۱۴۶ نفر بوده‌است.